# 第2回ジャパンフットボールリーグ
第2回ジャパンフットボールリーグは1993年度に開催されたジャパンフットボールリーグ（JFL）のリーグ戦である。優勝は1部がフジタサッカークラブ、2部が本田技研工業サッカー部であった。

## 概要
今シーズンからJFLに参加するクラブの中から、日本プロサッカーリーグ（Jリーグ）が定める基準をクリアしたクラブに対してJリーグ準会員という資格を与えた。準会員にはJリーグカップ、サテライトリーグの出場資格が与えられ、この準会員資格を持ったクラブがJFL1部(J1)で2位以上の成績を収めれば、Jリーグへの参加を認める事になった。こうして実質的にJリーグにクラブを送り出す、下部リーグ（セミプロリーグ）としての性格を強く持つ様になった。
1部(J1)の優勝の行方は中山雅史、吉田光範らの日本代表選手を擁するヤマハFCジュビロ磐田（現ジュビロ磐田）と前年の天皇杯ベスト4のフジタ（現湘南ベルマーレ）に絞られ、最終節の直接対決によって決する状況であったが、フジタは第17節までにヤマハとの得失点差を19に広げており、その優位は動かしがたい状況であった。そして9月5日のヤマハ東山サッカー場で行われた試合の結果、フジタが1-0でヤマハを退け初優勝を成し遂げた。
しかし、これですんなりJ昇格という訳には成らなかった。ヤマハが1991年にプロリーグ参加候補から落選した苦い経験から、全ての問題をクリアにしていたのに対し、フジタはホームスタジアムとして使用している平塚競技場の整備が遅れた事が災いし、昇格は保留され、リーグ戦5位と低迷した柏レイソルが候補として再浮上。新たにナビスコカップの成績も選考材料に加えられる等、昇格争いは混迷を続けたが最終的に11月の理事会によってフジタとヤマハのJ昇格が決定した。
※前年度成績=特記なきものは第1回JFL（1992年）のもの

## 1部
JFL1部はJ1と呼ばれる。

### 大会概要
- 10チームで2回戦のリーグ戦で行われた。このうち中央防犯サッカー部と京都紫光クラブが前年度のJFL2部からの昇格クラブである。このシーズンから日立製作所サッカー部は組織変更し、日立FC柏レイソルになった。また、ヤマハ発動機サッカー部は「ヤマハFCジュビロ磐田」、フジタサッカークラブは「湘南ベルマーレ」の愛称を用いた。

### 参加クラブ
☆=Jリーグ準会員クラブ
| 呼称     | 正式名称                     | 監督 | 主なホームゲーム会場                                        | 前年度成績 | 備考 |
| -------- | ---------------------------- | ---- | ----------------------------------------------------------- | ---------- | ---- |
| ☆ヤマハ  | ヤマハFCジュビロ磐田         |      | ヤマハ磐田サッカー場                                        | 1位        |      |
| ☆日立    | 日立FC柏レイソル             |      | 日立柏サッカー場                                            | 2位        |      |
| ☆フジタ  | フジタFC湘南ベルマーレ       |      | 平塚競技場                                                  | 3位        |      |
| ヤンマー | ヤンマーディーゼルサッカー部 |      | 神戸総合運動公園ユニバー記念競技場                          | 4位        |      |
| 東芝     | 東芝サッカー部               |      | 川崎市等々力陸上競技場                                      | 5位        |      |
| 富士通   | 富士通サッカー部             |      | 大和市営大和スポーツセンター競技場 厚木市荻野運動公園競技場 | 6位        |      |
| 東京ガス | 東京ガスサッカー部           |      | 国立西が丘サッカー場 江戸川区陸上競技場                     | 7位        |      |
| 大塚製薬 | 大塚製薬サッカー部           |      | 大塚製薬徳島工場グラウンド                                  | 8位        |      |
| 中央防犯 | 中央防犯サッカー部           |      | 藤枝市民グラウンドサッカー場                                | J2 1位     |      |
| 京都紫光 | 京都紫光サッカークラブ       |      | 京都市西京極総合運動公園陸上競技場兼球技場                  | J2 2位     |      |

## 年間順位
| 順位 | チーム       | 勝利 | 敗戦 | 得点 | 失点 | 得失差 |
| ---- | ------------ | ---- | ---- | ---- | ---- | ------ |
| 1位  | フジタ       | 16   | 2    | 49   | 12   | +37    |
| 2位  | ヤマハ発動機 | 14   | 4    | 31   | 15   | +16    |
| 3位  | 東芝         | 11   | 7    | 42   | 30   | +12    |
| 4位  | 大塚製薬     | 10   | 8    | 33   | 39   | -6     |
| 5位  | 日立製作所   | 9    | 9    | 41   | 24   | +17    |
| 6位  | 富士通       | 8    | 10   | 27   | 37   | -10    |
| 7位  | ヤンマー     | 7    | 11   | 34   | 43   | -9     |
| 8位  | 東京ガス     | 7    | 11   | 20   | 31   | -11    |
| 9位  | 中央防犯     | 6    | 12   | 25   | 39   | -14    |
| 10位 | 京都紫光     | 2    | 16   | 20   | 52   | -32    |

| Jリーグ昇格 |

### 得点ランキング
| 順位 | 選手名         | クラブ     | 得点数 |
| ---- | -------------- | ---------- | ------ |
| 1    | バルデス       | 東芝       | 20     |
| 2    | 中山雅史       | ヤマハ     | 18     |
| 2    | ロペス         | 日立製作所 | 18     |
| 4    | ミランジーニャ | フジタ     | 12     |
| 5    | ベッチーニョ   | フジタ     | 11     |
| 5    | 楊朝輝         | 富士通     | 11     |

## 表彰
| 賞     | 選手名   | 所属クラブ |
| ------ | -------- | ---------- |
| 得点王 | バルデス | 東芝       |
| 新人王 | 棚田伸   | 日立製作所 |

### ベスト11
| ポジション | 選手名       | 所属クラブ   |
| GK         | 古島清人     | フジタ       |
| DF         | 名良橋晃     | フジタ       |
| DF         | 名塚善寛     | フジタ       |
| DF         | アルベルト   | ヤマハ発動機 |
| MF         | 棚田伸       | 日立製作所   |
| MF         | ベッチーニョ | フジタ       |
| MF         | エジソン     | フジタ       |
| MF         | 吉田裕幸     | ヤマハ発動機 |
| FW         | ロペス       | 日立製作所   |
| FW         | 野口幸司     | フジタ       |
| FW         | 中山雅史     | ヤマハ発動機 |

## 2部
JFL2部はJ2と呼ばれる。

### 大会概要
- 10チームで2回戦のリーグ戦で行われた。このうち本田技研工業サッカー部およびNKKサッカー部は前年度のJFL1部から降格、PJMフューチャーズとトヨタ自動車東富士FCが地域リーグからの昇格である。

### 参加クラブ
| 呼称           | 正式名称                 | 監督 | 主なホームゲーム会場                                                      | 前年度成績  | 備考                            |
| -------------- | ------------------------ | ---- | ------------------------------------------------------------------------- | ----------- | ------------------------------- |
| 本田技研       | 本田技研サッカー部       |      | 本田技研都田サッカー場                                                    | J1 9位      |                                 |
| NKK            | NKKサッカー部            |      | 川崎市等々力陸上競技場                                                    | J1 10位     |                                 |
| 川崎製鉄       | 川崎製鉄                 |      | 岡山県総合グラウンド陸上競技場                                            | 3位         |                                 |
| コスモ石油     | コスモ石油サッカー部     |      | 四日市中央緑地陸上競技場 三重県営鈴鹿スポーツガーデンサッカー・ラグビー場 | 4位         |                                 |
| 甲府クラブ     | 甲府サッカークラブ       |      | 山梨県小瀬スポーツ公園陸上競技場                                          | 5位         |                                 |
| NTT関東        | NTT関東サッカー部        |      | 鴻巣市立陸上競技場 川越運動公園陸上競技場                                 | 6位         |                                 |
| 西濃運輸       | 西濃運輸サッカー部       |      | 大垣市浅中公園陸上競技場 長良川球技メドウ                                 | 7位         |                                 |
| 東邦チタニウム | 東邦チタニウムサッカー部 |      | 不明                                                                      | 8位         |                                 |
| PJM            | PJMフューチャーズ        |      | 遠州灘海浜公園球技場                                                      | 東海1部 1位 | 全国地域リーグ決勝大会1位で昇格 |
| トヨタ東富士   | トヨタ自動車東富士FC     |      | 裾野市運動公園陸上競技場                                                  | 東海1部 2位 | 全国地域リーグ決勝大会2位で昇格 |

## 年間順位
| 順位 | チーム            | 勝利 | 敗戦 | 得点 | 失点 | 得失差 |
| ---- | ----------------- | ---- | ---- | ---- | ---- | ------ |
| 1位  | 本田技研          | 15   | 3    | 62   | 21   | +41    |
| 2位  | PJMフューチャーズ | 15   | 3    | 46   | 9    | +37    |
| 3位  | NKK               | 14   | 4    | 37   | 17   | +20    |
| 4位  | コスモ石油        | 11   | 7    | 30   | 26   | +4     |
| 5位  | 川崎製鉄          | 10   | 8    | 30   | 23   | +7     |
| 6位  | トヨタ東富士      | 6    | 12   | 25   | 33   | -8     |
| 7位  | NTT関東           | 6    | 12   | 20   | 30   | -10    |
| 8位  | 西濃運輸          | 6    | 12   | 20   | 42   | -22    |
| 9位  | 甲府クラブ        | 6    | 12   | 15   | 37   | -22    |
| 10位 | 東邦チタニウム    | 1    | 17   | 10   | 57   | -47    |

| 入れ替え戦出場 |
| 自動降格       |
| 廃部           |

### 得点ランキング
| 順位 | 選手名       | クラブ   | 得点数 |
| ---- | ------------ | -------- | ------ |
| 1    | 矢藤敏則     | 本田技研 | 16     |
| 2    | ドウグラス   | 本田技研 | 13     |
| 3    | 塚野真樹     | 本田技研 | 10     |
| 3    | 中三川哲治   | 本田技研 | 10     |
| 3    | アダウベルト | 川崎製鉄 | 10     |
| 3    | 森下仁之     | PJM      | 10     |

## 来季の変動
- J1上位2クラブ（フジタ=湘南と磐田）が1994年のJリーグに昇格を決めたため、1994年（第3回）JFLから、1部リーグ（Jリーグから見て2部に相当）のみに統合される。
- NKKサッカー部およびトヨタ自動車東富士FCが廃部。
- 東邦チタニウムサッカー部が地域リーグ降格

## 入れ替え戦
参加クラブ
- 西濃運輸（JFL2部8位）
- 甲府クラブ（JFL2部9位）
- 日本電装（第17回地域決勝優勝）
- NEC山形（第17回地域決勝準優勝）

| JFL2部     | 結果 | 地域     |
| ---------- | ---- | -------- |
| 西濃運輸   | 1-0  | NEC山形  |
| 甲府クラブ | 2-1  | 日本電装 |

敗者復活戦
| 日本電装 | 0-2 | NEC山形 |

| 翌年JFL所属 |

## 表彰

### ベスト11
| ポジション | 選手名     | 所属クラブ |
| GK         | 武田亘弘   | 本田技研   |
| DF         | エデルソン | 川崎製鉄   |
| DF         | 前田浩二   | PJM        |
| DF         | 神田勝利   | NKK        |
| DF         | ジェルソン | NKK        |
| MF         | 矢藤敏則   | 本田技研   |
| MF         | マルシオ   | 本田技研   |
| MF         | 塚野真樹   | 本田技研   |
| MF         | 森下仁之   | PJM        |
| FW         | 中三川哲治 | 本田技研   |
| FW         | 崔鐘鎬     | コスモ石油 |